# Tokijská burza
Tokijská burza (japonsky 東京証券取引所, Tókjó šóken torihikidžo, také uváděno anglicky jako Tokyo Stock Exchange a zkracováno TSE) je největší burza v Japonsku. V roce 2009 byla podle tržní kapitalizace, která činila 3,31 bilionů USD, druhá největší na světě; podle objemu obchodů, který činil 3,7 milionů USD, byla čtvrtá na světě. V květnu 2011 je na burze obchodováno 2 288 společností.
Burza byla založena a začala fungovat v Tokiu v roce 1878. Během druhé světové války v roce 1943 vznikla polostátní Japonská burza, která spojila všech 11 existujících japonských burz včetně tokijské. V roce 1947 se rozpadla a v roce 1949 tak vznikla současná Tokijská burza.
Hlavním oficiálním burzovním indexem je od roku 1968 hodnotově vážený TOPIX, který zahrnuje všechny akcie obchodovaných na primárním trhu (asi 1 700 společností). V médiích se však častěji používá cenově vážený index Nikkei 225, který od roku 1950 počítá japonský ekonomický deník Nikkei a zahrnuje 225 největších a nejvýznamnějších společností z primárního trhu.